# Institutions de l'Empire byzantin
Les institutions de l'Empire byzantin sont les différentes institutions par lesquelles fut gouverné cet empire durant son existence, qu'elles soient centrales ou provinciales. Certaines d'entre elles durèrent aussi longtemps que l'empire, d'autres connurent des fortunes diverses.
L’Empire byzantin ne peut en rien se comparer aux autres États médiévaux, sur le plan institutionnel. Au cours de ses mille ans d’existence, il n’a pas connu de grignotage de ses prérogatives ou de système analogue à la féodalité, qui assurait le maintien de l’État par des fidélités personnelles. Au contraire, il a su maintenir, avec d’importantes évolutions, l’idée d’une structure étatique idéologiquement forte, fondée en grande partie sur le charisme de l’empereur puis de la dynastie impériale. Ces évolutions sont la double conséquence de la vocation de ces institutions et du contexte international : Byzance est un empire qui connaît en permanence la guerre sur deux voire trois fronts, tout l’appareil d’État a donc pour principale mission d’assurer le train et la fidélité des armées.

## Les institutions pérennes
Bien que l’empire, en mille ans d’existence, ait connu bien des changements et des réorganisations, on peut identifier plusieurs institutions qui se sont maintenues en permanence.

### L’empereur
L'empereur ou basileus est le centre de l’empire, la loi incarnée. Il doit défendre les lois de l’empire et celles de Dieu. C’est en théorie de lui qu’émane toute décision. Dans cette mission, il est assisté par une chancellerie importante, qui le conseille et exécute ses décisions. Il pourvoit à tous les postes, aussi bien dans la chancellerie que dans les armées. Sur le plan militaire, il est l’héritier des imperatores romains, c’est donc le commandant suprême de l’armée, dont il nomme les officiers généraux. Dans la tradition romaine, il est le défenseur de la paix et règne sur l’ensemble du monde connu. Par conséquent, il est aussi personnellement responsable des succès ou des échecs des armées de l’Empire.
On considère d’ailleurs que l’empereur est personnellement choisi par Dieu, qui en fait l’égal des apôtres et une personne sacrée. Il ne dépend que de lui-même, par son titre d'autokrator, ce qui en fait un monarque absolu. Si néanmoins cet élu devait faillir, Dieu peut le remplacer dans ces fonctions. Dans l’Empire byzantin, une usurpation qui aboutit est donc considérée comme une manifestation de la grâce de Dieu. Cette idéologie est à la fois une force, car elle assure la cohésion de tout l’empire autour d’un Empereur heureux à la guerre, et une faiblesse, car elle expose en permanence la tête de l’empire, qui concentre tous les pouvoirs, aux usurpations.
La conception d'un empereur choisi par Dieu écarte en principe toute règle de succession définie, Byzance ignore donc jusqu’au IXe siècle le principe dynastique. Malgré l'établissement de plusieurs familles (de Théodose Ier, de Justin Ier, d'Héraclius Ier et des Isauriens), c’est avec la dynastie macédonienne que ce principe va s’affirmer, malgré de nombreux ratés quand l’Empereur est faible ou en bas âge, avant d’être consacré au XIIe siècle sous les Comnènes et à la période tardive. Néanmoins, l'ordre de succession est instable, et l'héritier quoique légitime doit fréquemment conquérir son trône en négociant avec le sénat, la garde ou le patriarche de Constantinople.
Le rituel d’intronisation d’un empereur reprend des éléments de la tradition romaine : l’empereur est acclamé par l'armée sur le champ de manœuvre de l'Hebdomon, élevé sur le pavois (signe de son pouvoir militaire d’imperator) puis coiffé de la couronne par le patriarche à la Grande Église (Sainte-Sophie).

### Le patriarche
Il est l’évêque de Constantinople et se trouve à la tête d’une province de l’Église byzantine. Avec la perte des provinces orientales au VIe siècle, il devient (jusqu’à la reconquête d’Antioche) le seul patriarche de l’Église byzantine. S’il est le chef de l’Église, il est aussi un personnage de l’État, choisi par l’empereur sur proposition du synode, aumônier du palais, souvent rival, parfois conseiller de l’empereur. Par sa position, il dispose d’un poids politique et moral suffisant pour infléchir la politique d’un empereur et ouvrir un véritable conflit à la tête de l’État byzantin. C’est lui qui procède à l’onction et au sacre du Basileus, qui le marie, qui baptise ses enfants. Il est à la tête de sa propre administration, qui possède son chancelier (le syneculla), son archiviste en chef (le chartophylaxe), etc.

### L’éparque
L’Empire byzantin est caractérisé par une mégacéphalie  (centralisation) à tous les niveaux : politique, économique et démographique. Celui qui contrôle la capitale est donc un personnage clé. Cet homme c’est l’éparque, héritier du préfet de la Ville de l’époque romaine. C’est une sorte de maire qui dispose d’une administration étoffée et organisée en plusieurs services : il est assisté par un second (le symponos), par plusieurs chefs de services portant les titres de domestique ou de logothète du prétoire, et par une armée de fonctionnaires. Il dispose de sa police et de ses tribunaux. Il prélève pour le compte de l’empereur les taxes sur les marchandises et les hommes qui vivent ou passent par Constantinople. Il a aussi la charge des entrepôts impériaux situés dans la capitale. Son sceau est un laissez-passer nécessaire pour toute marchandise mise en vente à Byzance.

## Les institutions sociales
On peut considérer un certain nombre de structures sociales de l'empire comme des institutions, bien qu'elles n'en soient pas stricto-sensu. Elles forment une sorte d'establishment institutionnalisé en ceci qu'il est intégré au fonctionnement de l'État. Ce système est décrit par les taktika (listes de dignités).

### Le système des fonctions et des dignités
La société byzantine est, à son sommet, fortement informée par l'État. Il organise la hiérarchisation sociale par une double échelle de fonctions et de dignités. Ignorer la distinction fondamentale entre ces deux échelles peut amener à de graves anachronismes, puisque seule une partie des noms d'offices correspond à des offices effectifs. Fonctions et dignités sont différentes pour les eunuques et les « hommes barbus » : chaque groupe possède des fonctions et des dignités propres. Les femmes ne semblent pas avoir pu revêtir quelque fonction que ce fût; une dignité leur était en revanche réservée, celle de patricienne à ceinture (zoste patrikia).

#### Les fonctions
Les fonctions correspondent à un emploi dans l'administration ou l'armée. Elles correspondent à un travail réellement effectué pour le service de l'État. Elles sont données par décret de l'empereur lui-même ou en son nom par un de ses subordonnés. Elles sont révocables et gratuites. L'ensemble des postes présentés dans cet article sont des fonctions, car nous décrivons ici le fonctionnement effectif des institutions et donc le rôle concret des différents hommes d'État.

#### Les dignités
Les dignités correspondent à un statut social. Elles caractérisent l'homme et donnent son rang dans la société byzantine. Elles ne donnent aucun pouvoir et n'imposent aucun devoir vis-à-vis de l'État. Elles sont données par "insigne" de l'empereur et donnent lieu, à titre viager, au paiement d'une roga (rémunération), en or et en vêtements précieux. Elles assurent aussi une place dans l'ordre des préséances. Les dignités sont librement données par l'empereur pour donner un statut à ses proches ou à ses fonctionnaires. S'il n'existe aucun texte la réglementant on note néanmoins une certaine concordance entre le rôle d'un fonctionnaire et son rang en dignité. Les dignités peuvent également être achetées. Elles constituent alors un placement, une sorte de rente d'État viagère.
Un certain nombre de dignités donnent accès au Sénat byzantin, qui perd son rôle d'institution impériale dans l'Antiquité tardive et de curie urbaine sous Léon VI le Sage. Les noms des dignités sont souvent des noms d'anciennes fonctions romaines comme l'hypatos (consul) ou le magistros (magister officiorum). Au XIe siècle, sous l'effet de la dévaluation monétaire, le nombre de dignités augmente au sommet de la hiérarchie et déclasse les plus basses. Très vite, le fisc n'arrive plus à fournir les sommes nécessaires au paiement des rogai. Le système est remis en ordre sous les Comnènes autour de deux axes. Les rémunérations sont supprimées au profit de systèmes d'exemption fiscales, tandis que l'inflation des dignités est provisoirement stoppée par l'instauration d'un ensemble de dignités réservées à la famille impériale et déclinant la qualité de sébaste (Auguste) : protosébaste, sebastocrator, etc.

### La cour
La cour joue un rôle important à Byzance. L’empereur étant le centre du pouvoir, son entourage direct influe forcément sur ses décisions. La cour byzantine se conçoit comme un mystère de tous les jours : elle est une évocation de la cour céleste où l’empereur tiendrait le rôle de Dieu. Elle est un objet de fascinations pour les visiteurs et son seul spectacle suffit parfois à influencer la diplomatie de l’empire.
Plus pratiquement, la famille de l’empereur et ses proches ont un pouvoir réel quoique parfaitement officieux. Celui-ci se trouve en effet souvent soumis aux pressions des membres de sa famille, surtout quand ceux-ci appartiennent aux grands clans de l’aristocratie. C’est ainsi qu’on explique souvent la décision de Basile II de ne pas se marier comme une volonté de ne pas se trouver soumis aux pressions de sa belle-famille. Quoi qu’il en soit, la famille impériale était investie d’une véritable autorité morale au sein de l’empire. Métaphoriquement, l’empereur appelait les souverains étrangers ses frères ou ses fils. De même, c’est en sa seule qualité de père de l’empereur (basileopator) que Romain Lécapène régna au nom de Constantin porphyrogénète.
Comme toutes les cours, celle de Byzance est avant tout la maison de son prince. Les domestiques y sont en grande partie des eunuques. Ils ont connu une ascension fulgurante au Xe siècle, et dominent une partie de l’histoire politique du XIe siècle. Parmi leurs rangs, certains postes ont un poids particulier. Les fonctions de parakoimomène (celui qui dort au pied du lit de l’empereur) ou de protostrator (chef des écuries et de la logistique d’une partie de l’armée) assuraient en effet à leurs titulaires une attention particulière de la part de l’empereur. Avec les Comnènes, le rôle des eunuques décline et c’est la famille qui assure les fonctions palatines les plus influentes. C’est souvent dans cet entourage familial ou domestique que se recrutent ceux qui sont qualifiés du titre tout officieux d’entremetteur (mesazôn), sorte de favori avant l’heure.
Les régiments (tagmata) de la garde palatine, leurs officiers généraux (appelés drongaires ou domestiques) ainsi que les concierges du palais (les pappias), enfin, jouent un rôle clé dans la plupart des usurpations pour des raisons assez évidentes.
Ces institutions ont la particularité d’avoir peu changé sur les mille ans d’existence de l’Empire byzantin. Les autres institutions n’ont pas connu cette stabilité et bien que les changements aient été lents, sur la durée, il faut constater que l’empire n’a jamais cessé de se réformer.

## Les institutions centrales: la chancellerie impériale
L’Empire byzantin hérite de l’imposante chancellerie de l’empire romain tardif, avec ses secrétaires, ses notaires impériaux, ses chartulaires. Dès le début de la période protobyzantine, néanmoins, elle est profondément remaniée : le préfet du prétoire et le maître des offices perdent tout rôle, tandis que la spécialisation des bureaux se fait croissante. La chancellerie s’organise dès lors en une série de services, les sekreta, dirigés par des logothètes asekretis. À la tête de cet ensemble se trouve le protasekretis, sorte de grand chancelier. La chancellerie byzantine n’est pourtant pas un grand tout figé : des bureaux se créent et déclinent en permanence et les équilibres sont en constante évolution. Le protoasekretis est ainsi concurrencé au Xe siècle par le logothète du drome, jusqu’à la création sous les Comnènes de la fonction de grand logothète. Il est néanmoins difficile de suivre ces évolutions car Byzance n’abroge ni ne supprime jamais aucune loi ni institution : quand un bureau cesse d’être utile, on se contente de ne plus y nommer personne.

### Le drôme
Le sekreton du drôme est un des services les plus stratégiques. Il a la charge des routes et des postes. Mais cette mission en fait un acteur privilégié des opérations militaires, pour l’acheminement des troupes et la logistique, de la diplomatie, puisque les messagers passent par lui, et même de la fiscalité puisque l’or des provinces utilise les routes pour remonter à la capitale. De fait, son chef, le logothète du drôme occupa souvent une place centrale dans l’État byzantin.

### Legenikon
Le sekreton du genikon constitue la principale administration des finances publiques : celle qui gère l’impôt foncier. Byzance se caractérise en effet par un éclatement des finances publiques et le genikon n’est donc pas la seule administration dotée d’une caisse ; c’est néanmoins la principale d’entre elles pendant une bonne partie de la période mésobyzantine. Son chef s’appelle à l’origine le sacellaire (celui qui tient la bourse). Le fisc byzantin regroupe plusieurs réalités. Il s’agit d’une part l’administration et la perception de l’impôt, depuis les opérations de cadastration des terres, qui se font village par village, jusqu’aux procédures d’arbitrage en cas de non-paiement, en passant par la perception à proprement parler. Le fisc administre d’autre part d’importantes quantités de terres qui lui échoient lorsque les propriétaires sont incapables de payer l’impôt pendant plus de trente ans, par un système de saisie : la klasma. Cette partie s’autonomise néanmoins au XIe siècle pour devenir un sekreton distinct, celui de l’oikeiakon. Sous les Paléologues, le genikon disparaît et le titre de logothète du genikon devient purement honorifique.

### Levestiarion
Le sekreton du vestiaire public est une sorte d’arsenal central qui fournit les flottes militaires. En raison du trait déjà évoqué, le vestiarion est également un service financier chargé de l’entretien de la flotte impériale. Celle-ci était avant tout regroupée dans la capitale, ce qui explique que le vestiaire public ait peu à peu été investi du contrôle des ateliers de frappe monétaire de toute la capitale. Sous les Comnènes, il devient l’un des principaux services financiers. Son organisation est alors remaniée : le système des caisses multiples est rationalisé et concentré dans le bureau du vestiaire public. Le chef de ce dernier perd alors son simple titre de chartulaire pour devenir le grand logariaste (c'est-à-dire le grand comptable) des sekreta, sorte de ministre des finances.

### Lestratiotikon
Le sekreton du stratiotikon gère la strateia, c'est-à-dire le service militaire dû par les citoyens de l’empire à l’État. Dès la période mésobyzantine, néanmoins, ce service militaire est converti en impôt et le stratiotikon devient le bureau des finances et de la logistique de l’armée, sous l'autorité du logothète de l'armée. Il s’occupe de collecter la strateia sous forme monétaire et de recruter les mercenaires qui servent dans l’armée. Il s'agit d'un service strictement administratif, l'élaboration de la stratégie et la conduite des opérations échéant aux officiers militaires : commandants régionaux, domestiques de tagma, grand domestique ou même à l'empereur lui-même.

### L’eidikon
L’eidikon est le sekreton chargé du paiement des fonctionnaires, ou plus exactement des dignitaires. Byzance ne rémunère en effet pas les fonctions (c'est-à-dire le travail concrètement effectué au sein de l’administration), mais les dignités c'est-à-dire le statut social de l’individu, qui peut être plus ou moins attaché à une fonction, mais que l’on peut également recevoir à titre de largesse impériale ou contre de l’argent. Ces rémunérations (rogai) sont distribuées une fois l’an, à Pâques, sous la forme d’or ou de vêtements précieux. Quand il s’agit de vêtement, ce sont les ateliers impériaux, rattachés à eidikon, qui sont chargés de leur fabrication. Le chef de l’eidikon n’est pas un logothète, mais un préposé (epi tou eidikou). Ce service enfle tellement à la période mésobyzantine qu’il se trouve incapable de faire face aux dépenses à la fin du XIe siècle. Le système des rogai est alors remplacé par un système d’exemption de concessions d’impôt. De fait, l’eidikon cesse d’exister sous les Comnènes.

### Les maisons impériales
Les biens personnels de l’empereur ainsi que ceux de la couronne forment en quelque sorte des bureaux au sein de la chancellerie. C’est particulièrement vrai pour les palais impériaux et les fondations de la famille impériale, qui disposent de terres aussi bien dans la capitale qu’en province. Certains de ces complexes domaniaux disposent du statut de maison impériale ou de maison pieuse (c'est-à-dire de maison impériale dont les revenus sont affectés à une œuvre de charité). Ils forment alors de véritables services dirigés par un logothète ou un curateur et disposant d’une organisation semblable aux autres sekreta. C’est par exemple le cas de la maison des Manganes. Sous les Comnènes, elles sont regroupées sous la tutelle du grand logariaste des maisons pieuses et fournissent une part non négligeable des revenus de l’État.

### Les autres bureaux
Une multitude d’autres bureaux ont manifestement existé. Faute de sources, on n’en connaît néanmoins souvent qu’un ou deux membres, soit que le service a eu une existence éphémère, soit que les documents ont été perdus. On peut citer parmi ces bureaux difficiles à tracer l’agelon, dont le logothète dirigeait les haras impériaux d’Asie Mineure, l’oikeiakon, dont le logothète gère à partir du XIe siècle les terres du fisc, ou l’oikistikon, un autre service détaché du genikon dont les attributions, tournant autour du problème des exemptions fiscales, sont mal élucidées.

## L’administration des provinces

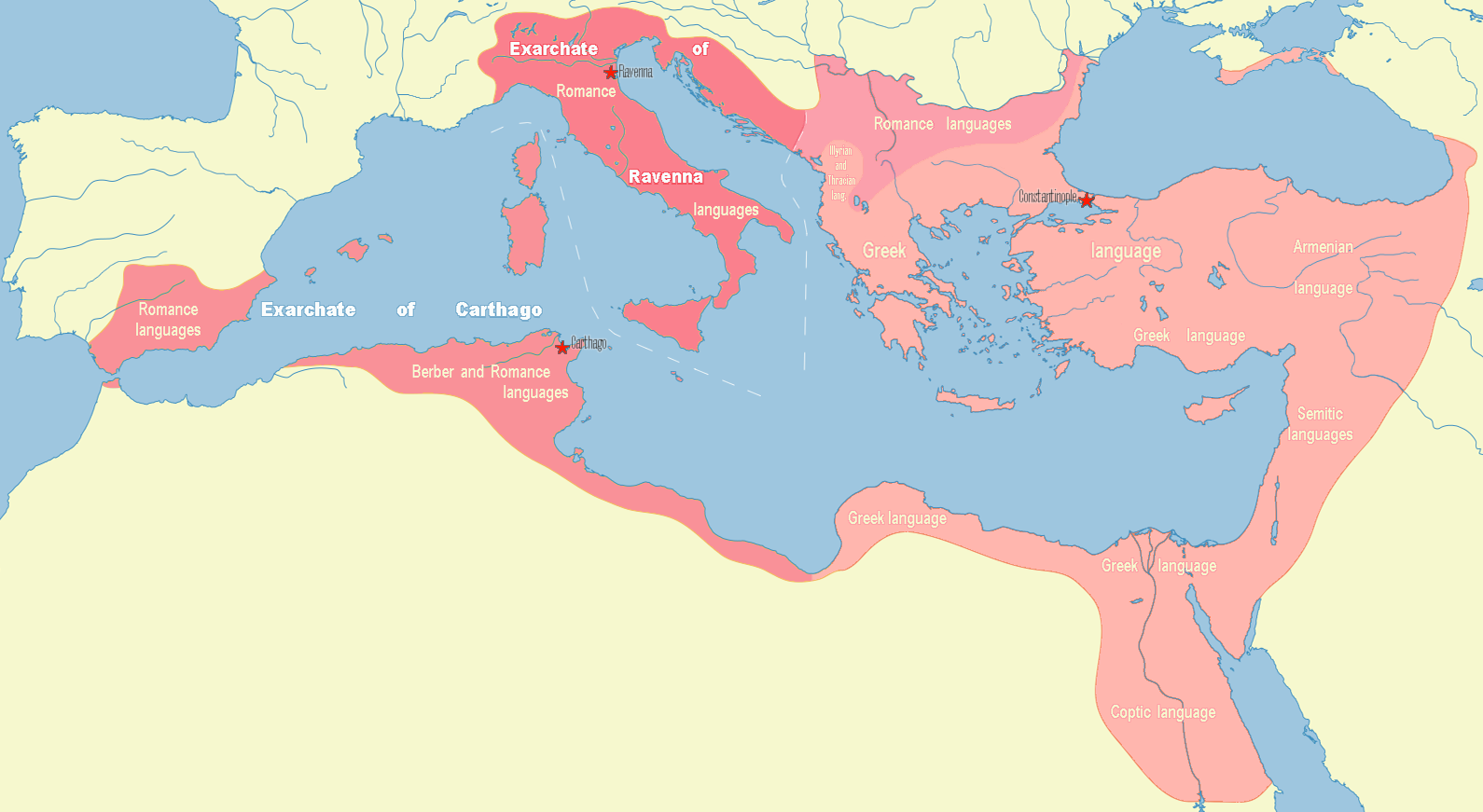
En rose plus foncé, les exarchats de Ravenne et de Carthage en 560, avec les langues vernaculaires.

L’Empire byzantin est caractérisé par la mégacéphalie, à la multiplicité des institutions centrales s’oppose donc une certaine indigence de l’administration des provinces. La notion même de province pose un problème car les ressorts territoriaux de l’Empire byzantin ont été sujets à de nombreuses modifications. La circonscription de base est le thème. Il n’y en a, à l’origine, que trois, qui correspondent aux trois contingents militaires rapatriés à la suite de l’évacuation des provinces du Levant : le thème des Anatoliques, celui des Arméniaques et celui de l’Opsikion. Le thème est donc une circonscription d’origine militaire, qui désigne autant un contingent que le territoire qui lui est assigné dans le cadre de la strateia. Les agents impériaux qui dirigent le thème sont donc avant tout des officiers militaires.
Les trois grands thèmes originels furent peu à peu divisés pour donner lieu à ce qu’on qualifie simplement de « provinces » byzantines. À la tête du thème se trouve un officier militaire, le stratège, qui assure le recrutement et le commandement du contingent militaire chargé de défendre la circonscription. Il est assisté d’un agent civil, le kritès ou praitor, qui est en fait une sorte de juge de thème. Dans le courant du Xe siècle, les thèmes ont été tellement divisés que les ressorts sont trop petits pour être efficaces. Les commandements militaires sont donc regroupés sous la tutelle de ducs (douks ou katepanô), afin de donner un poids critique aux contingents militaires. Parallèlement se développent des ducs de thèmes ou de villes qui ne sont que des chefs locaux.
Les agents impériaux qu’on retrouve au niveau local sont surtout des envoyés des services fiscaux : arpenteurs et collecteurs de l’impôt foncier, commerciaires pour les taxes sur les marchandises. Le reste de l’administration locale est déléguée aux élites urbaines ou villageoises, qui s’organisent comme elles l’entendent et sont d’ordinaire désignées sous le terme d’archontes ou de puissants (dynatoi).

### Sources primaires
- (en) Anne Comnène (trad. Elizabeth A. Dawes), L'Alexiade, Londres, Routledge, 1928 (lire en ligne).

### Sources secondaires
- (en) Michael Angold, The Byzantine Aristocracy : IX to XIII Centuries, Oxford, 1984 (ISBN 0-86054-283-1).
- Louis Bréhier, Le monde byzantin, vol. 2 : Les institutions de l'Empire byzantin, Paris, Albin Michel, 1970 (1re éd. 1949).
- (en) Deno John Geanakoplos, Emperor Michael Palaeologus and the West, 1258-1282 : A Study in Byzantine-Latin Relations, Hamden, Archon Books, 1973, 434 p. (ISBN 0-208-01310-5).
- André Guillou, La civilisation byzantine, Paris, Arthaud, coll. « Les grands civilisations », 1974 (ISBN 2-7003-0020-3).
- (en) Warren Treadgold, A History of the Byzantine State and Society, Stanford, Stanford University Press, 1997, 1019 p. (ISBN 0-8047-2630-2, lire en ligne).